# Pěna

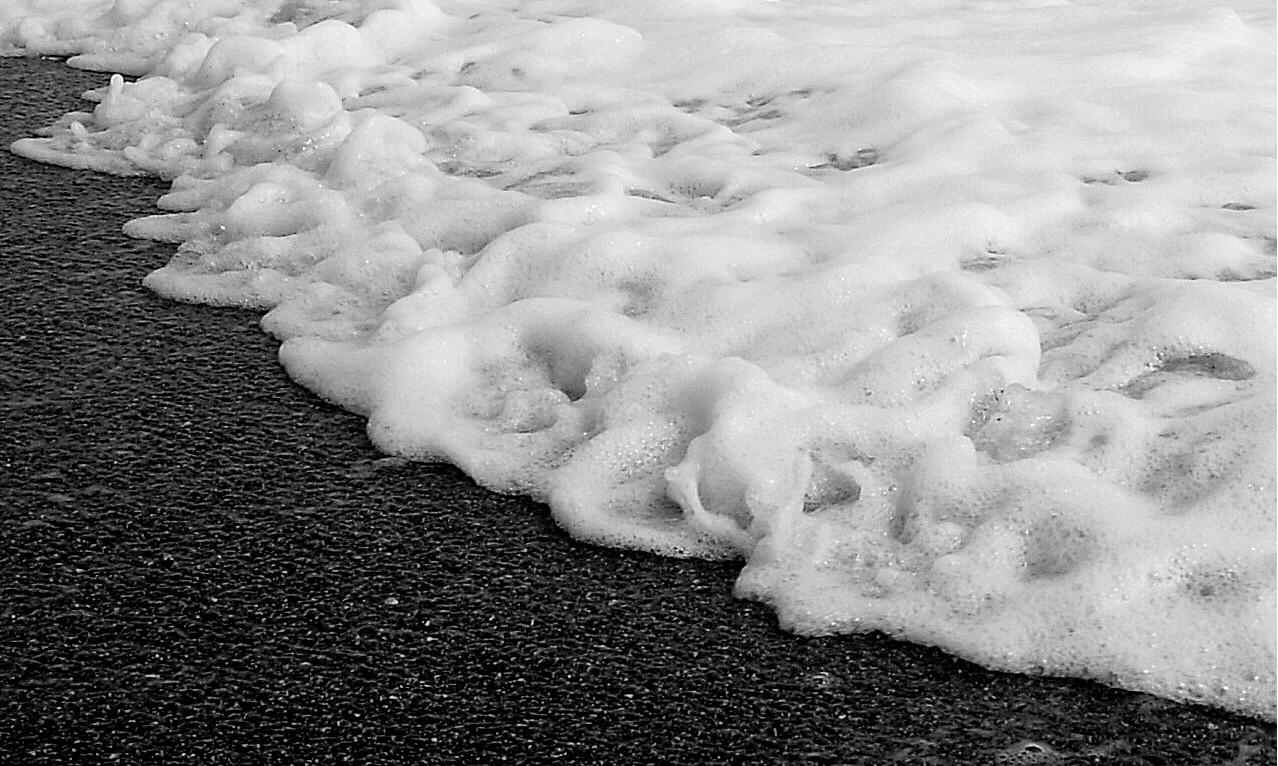
Mořská pěna na pláži

Pěna je směs, která je tvořena bublinami plynu v kapalině, nebo v pevné látce. Jedná se o disperzi plynu v jiné látce. Tvoří se probubláváním kapalin plynem nebo šleháním. Není stálá (záleží na stěnách mezi bublinami).
Přípravu pěnotvorných činidel a mýdel lze provést i odpěněním. Různé druhy pěny se vyskytují i v přírodě (přírodní pěny). Ale kumulují se v nich PFAS. Důležitý význam má pěna v průmyslu, kde se využívá její výborné (tepelně i zvukově) izolační vlastnosti a nízké hustoty. Pro různé průmyslové účely byla vyvinuta řada tekutých i tuhých pěn.

## Pěny v potravinářství
Pěna má v potravinářství estetický význam. U některých druhů potravin jde o koloidy:
- pivo – pivní pěna,
- cappuccino,
- zpěněná smetana vytváří šlehačku,
- zpěněný slepičí bílek vytváří cukrářský sníh.

## Pěny při úklidu a hygieně
Pěna se používá i v domácnostech např. při úklidu nečistot z textilních povrchů (matrace, sedačky, textilní potahy, koberce), dále také jako hygienická přísada do koupelí apod.

## Tuhá pěna

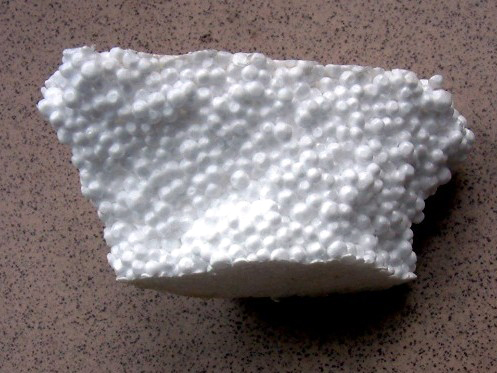
Kousek polystyrenu

Tuhá pěna je typ koloidu. Od pěny se liší tím, že jde o plyn v pevné látce, ne v kapalině. Řadí se mezi heterogenní směsi. Mezi tuhé pěny patří pemza, aerogely, a pěnové plasty (např. polystyren). 
Tuhá pěna se používá mimo jiné pro výrobu matrací, kde se pěna rozlišuje na pěnu PUR, studenou pěnu, latex či BIO pěnu.

## Druhy pěn
1. vlhké (obsah plynu do 85 % objemu)
2. suché (obsah plynu více než 85 %)